# Zdeněk Srna
Zdeněk Srna (26. ledna 1929 Třebíč – 11. září 2005 Brno) byl divadelní vědec, kritik, historik a vysokoškolský pedagog.
Srna vystudoval češtinu a divadelní vědu na filozofické fakultě brněnské univerzity a jako téma své závěrečné práce si vybral divadelní kritiku mezi dvěma válkami. V roce 1977 se habilitoval a roku 1991 se stal univerzitním profesorem. Vedl oddělení divadelní a filmové vědy katedry věd a umění. Patřil také k divadelním kritikům, kteří věnovali pozornost výsledkům práce jednotlivých souborů na Jižní Moravě. Téměř padesát let systematicky sledoval tvorbu a vývoj Divadla bratří Mrštíků (dnes Městské divadlo Brno). Jeho kritická práce s touto brněnskou scénou vyústila v syntetizující publikaci Padesát let Městského divadla Brno.
Také se dočkal několika ocenění jako např. ocenění JAMU nebo bronzová a stříbrná medaile FF UJEP,dnes MU za kritickou práci.